# Liste der Monuments historiques in Mordelles
Die Liste der Monuments historiques in Mordelles führt die Monuments historiques in der französischen Stadt Mordelles auf.

## Liste der Bauwerke
| Bezeichnung                         | Beschreibung | Standort                | Kennzeichnung | Schutzstatus | Datum | Bild |
| ----------------------------------- | ------------ | ----------------------- | ------------- | ------------ | ----- | ---- |
| Château de Beaumont (Schloss)       |              | (Lage)                  | PA00135275    | Inscrit      | 1995  |      |
| Château de la Haichois (Schloss)    |              | (Lage)                  | PA35000030    | Inscrit      | 2007  |      |
| Château de la Villedubois (Schloss) |              | La Ville-du-Bois (Lage) | PA35000057    | Inscrit      | 2014  |      |
| Domaine d'Artois                    |              | (Lage)                  | PA35000058    | Inscrit      | 2014  |      |